# 136367 Gierlinger
136367 Gierlinger este un asteroid din centura principală de asteroizi.

## Descriere
136367 Gierlinger este un asteroid din centura principală de asteroizi. A fost descoperit pe 10 martie 2004 la Altschwendt de Wolfgang Ries. Asteroidul prezintă o orbită caracterizată de o semiaxă mare de 3,43 ua, o excentricitate de 0,08 și o înclinație de 9,1° în raport cu ecliptica.